# Улица Велмес
Улица Ве́лмес (латыш. Velmes iela) — улица в Северном районе Риги, в Межапарксе. Пролегает в юго-восточном направлении от проспекта Сигулдас до улицы Хамбургас. Общая длина улицы — 480 метров (по другим данным — 268 метров).
До пересечения с улицей Стокхолмас покрыта асфальтом, далее покрытие гравийное. Движение по улице двустороннее. Общественный транспорт по улице не курсирует.

## История
Улица впервые упоминается в 1929 году под своим нынешним названием, которое никогда не изменялось.
Улица носит имя латышского педагога и языковеда Екаба Велме (1855—1928).

## Застройка и достопримечательности
Улица Велмес застроена частными жилыми домами, однако большинство зданий относится к прилегающим улицам.
- Дом № 1 (архитектор Э. Раманс, 1930) — памятник архитектуры местного значения[5].
- В доме на углу с улицей Стокхолмас с 1960-х годов проживала семья Джеммы Скулме[6].

## Прилегающие улицы
Улица Велмес пересекается со следующими улицами:
- проспект Сигулдас
- улица Порука
- улица Эмила Дарзиня
- улица Стокхолмас
- улица Либекас
- улица Хамбургас